# Over Kellet
Over Kellet is een civil parish in het bestuurlijke gebied Lancaster, in het Engelse graafschap Lancashire met 761 inwoners.